# Tomislav Peček
Tomislav Peček, slovenski častnik.

## Vojaška kariera
- poveljnik, 9. brigada zračne obrambe Slovenske vojske (2002)

## Odlikovanja in priznanja
- bronasta medalja generala Maistra (14. maj 2001)